# Duramen

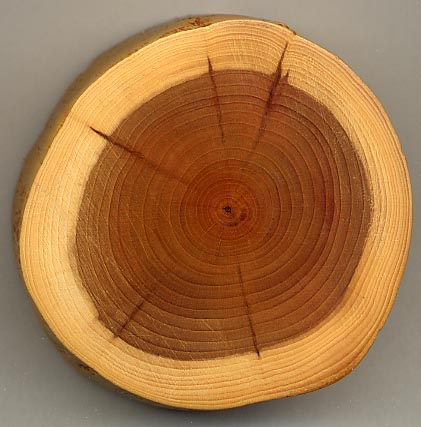
Coupe de bois d'if (Taxus baccata) avec l’aubier plus clair et le duramen plus sombre (la tache plus sombre centrale, d'1 mm de diamètre, correspondant à la moelle.

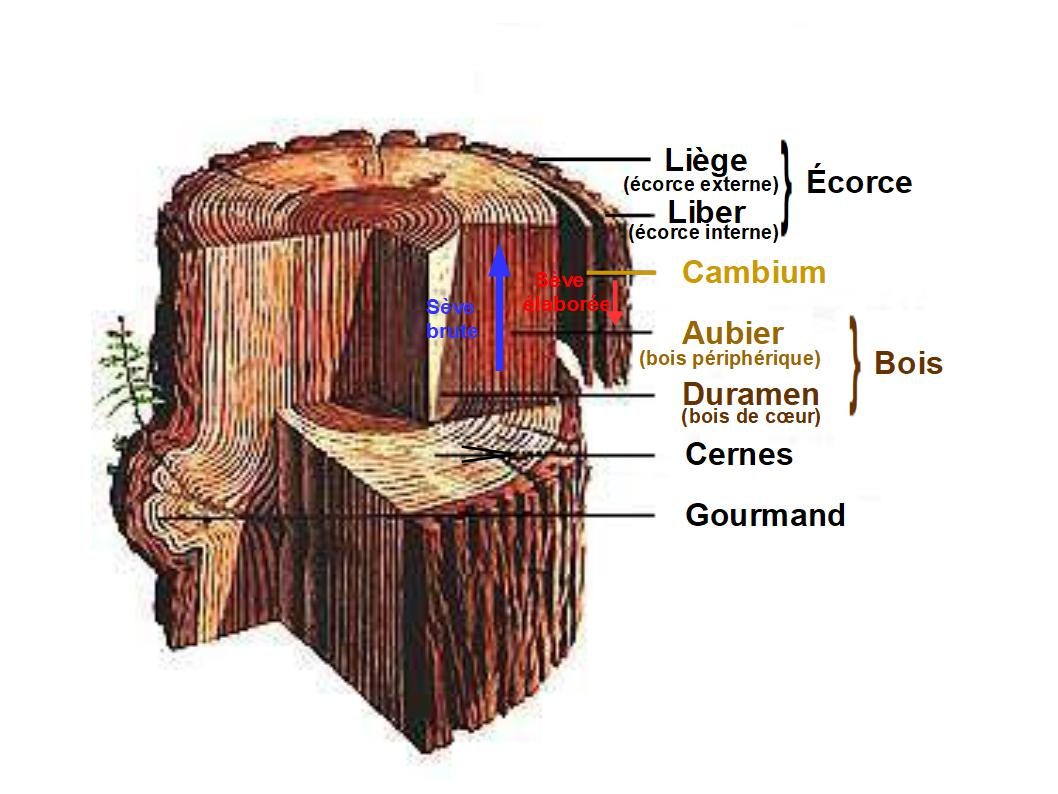
Section du tronc d'un arbre, et différentes structures du bois.

Le duramen [dy.ʁa.mɛn] (du latin durare, durer) est la partie interne du bois, correspondant aux zones d'accroissement les plus anciennement formées, qui ne comportent plus de cellules vivantes. Appelé également « bois de cœur » ou « bois parfait », il s'agit d'un bois dur, compact, dense, sec et imputrescible résultant d'une transformation progressive de l'aubier (« bois périphérique »), évolution du xylème secondaire appelée duraminisation qui s'accompagne par la disparition de l'amidon cellulaire et par le dépôt de substances variées (tanins, résines) sur les parois cellulaires, ce qui rend ce tissu beaucoup plus résistant aux décomposeurs.
Cette région centrale du tronc ou des branches est un bois presque entièrement mort dans lequel il n'y a pratiquement plus d'échanges hydriques, alors que l'aubier est un bois vivant, physiologiquement actif et dont les vaisseaux conducteurs véhiculent la sève brute.

## La duraminisation
La duraminisation est un phénomène physiologique observé chez l’arbre adulte, au cours duquel les cellules vivantes des rayons ligneux (en) et du parenchyme axial de l'aubier interne se transforment en cellules mortes de duramen. Il s'agit d'un processus métabolique intense se déroulant généralement au niveau de la zone de transition entre l'aubier et le duramen, dans lequel le catabolisme des sucres résultant de la dégradation des substances de réserve (amidon) et la synthèse d'extractibles toxiques (limitant ou retardant l'attaque des décomposeurs, notamment des champignons lignivores, agents de la pourriture blanche) sont activés avant que les cellules meurent formant le bois de cœur. Ce processus peut se traduire par une évolution morphologique de la cellule (formation de thylles, de gommes, dépôts de tanins et d'oléorésines) dans les parois cellulaires, et par une évolution de la composition chimique (synthèse d'extractibles, métabolites secondaires qui imprègnent les parois cellulaires, les lumens et les espaces interstitiels des vaisseaux, fibres et cellules de parenchyme).
Ce phénomène n'est pas observable chez toutes les essences : il peut nécessiter 20 ans chez le chêne, 3 ou 4 ans seulement chez le châtaignier et n'a pas lieu chez le hêtre et le sapin.
La couleur du duramen de certains arbres fait souvent penser, par erreur, à un arbre malade. Par exemple, le duramen du Sophora est presque couleur chocolat tout comme celui de l'Albizzia ou de l’arbre de Judée.

## Fonctions
Le duramen n'est pas un bois non fonctionnel. Il joue de nombreux rôles : résistance mécanique (fonction de soutien assuré conjointement avec l'aubier), protection contre les pathogènes, régulation des dépenses énergétiques et de la transpiration (optimisation des volumes en aubier en lien avec les besoins de l'arbre), recyclage des substances nutritives vers l'aubier.

## Duramen différencié et non différencié
La plupart des grandes essences (chênes, châtaigniers, pins, mélèzes, ormes…) comportent de l'aubier et un duramen différencié (coloration bien contrastée). Chez les bois blancs, les différences se réduisent à de faibles variations de couleur (sapins, peupliers) ou même n'apparaissent pas (hêtres, frênes, érables, marronniers, bouleaux, épicéas).
Les produits colorés sont principalement des pigments difficilement extractibles (produits de polymérisation) et des composés extractibles, fréquemment issus du métabolisme phénolique : flavonoïdes de couleur jaune (chêne, sumac, noyer, etc.), iso et néoflavonoïdes à fonctions quinoniques, de couleur rouge ou violette (palissandre, bois rouges, etc.), composés quinoniques très répandus dérivés du naphtalène et de l'anthracène (ébène, noyer, orme, teck, etc.), lignanes (thuya), tannins hydrolysables plus ou moins polymérisés (chêne, châtaignier, etc.), phlobaphènes ou pigments rouges bruns insolubles issus de la dégradation des tannins condensés (sapin de Douglas, acacia, etc.).

## Utilisation
Les menuisiers, charpentiers, agriculteurs sont souvent intéressés par le duramen car il vient dans des couleurs riches, sombres et variées. Dans des cas plus rares, comme l'érable à sucre d'Amérique du Nord par exemple, c'est le blond pâle de l'aubier qui est recherché. Seul l'aubier fait l'objet d'attaques par les insectes xylophages, il est généralement éliminé. La qualité de « bois blanc » ou « bois à aubier non différenciés » décrit des bois — épicéa, sapin, frêne, hêtre, platane, érable, bouleau, peuplier, saule, tilleul, dont le duramen n'est pas différencié de l'aubier, dont la couleur est uniformément blanche, et donc employés tels quels, sans élimination de l'aubier qu'on ne saurait pas simplement distinguer pour élimination,,.
Malgré bien des croyances populaires, l'aubier et le duramen présentent des duretés similaires (sauf pour des arbres exceptionnellement âgés où l'aubier est plus dur) .